# Mammillaria muehlenpfordtii
Mammillaria muehlenpfordtii (укр. Мамілярія Мюлєнпфордта, мамілярія мюлєнпфордті) — сукулентна рослина з роду мамілярія (Mammillaria) родини кактусових (Cactaceae).

## Історія

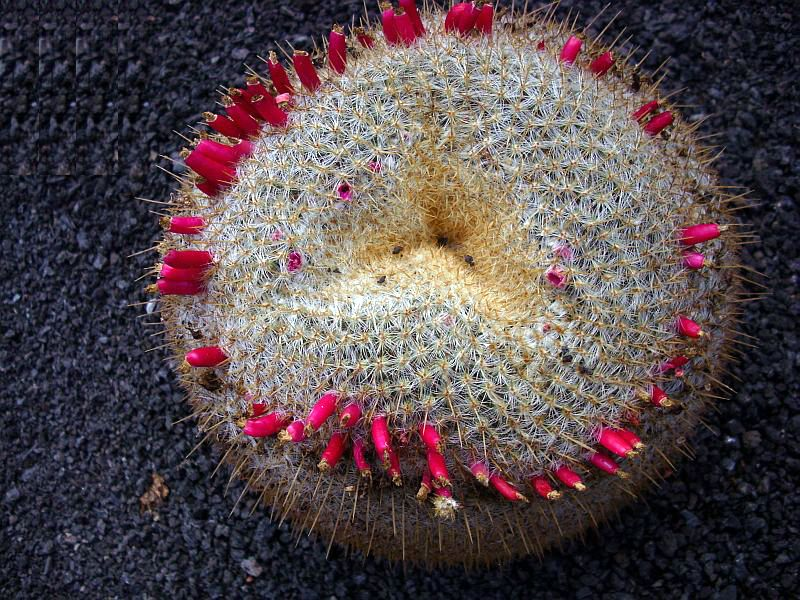
Mammillaria muehlenpfordtii з плодами

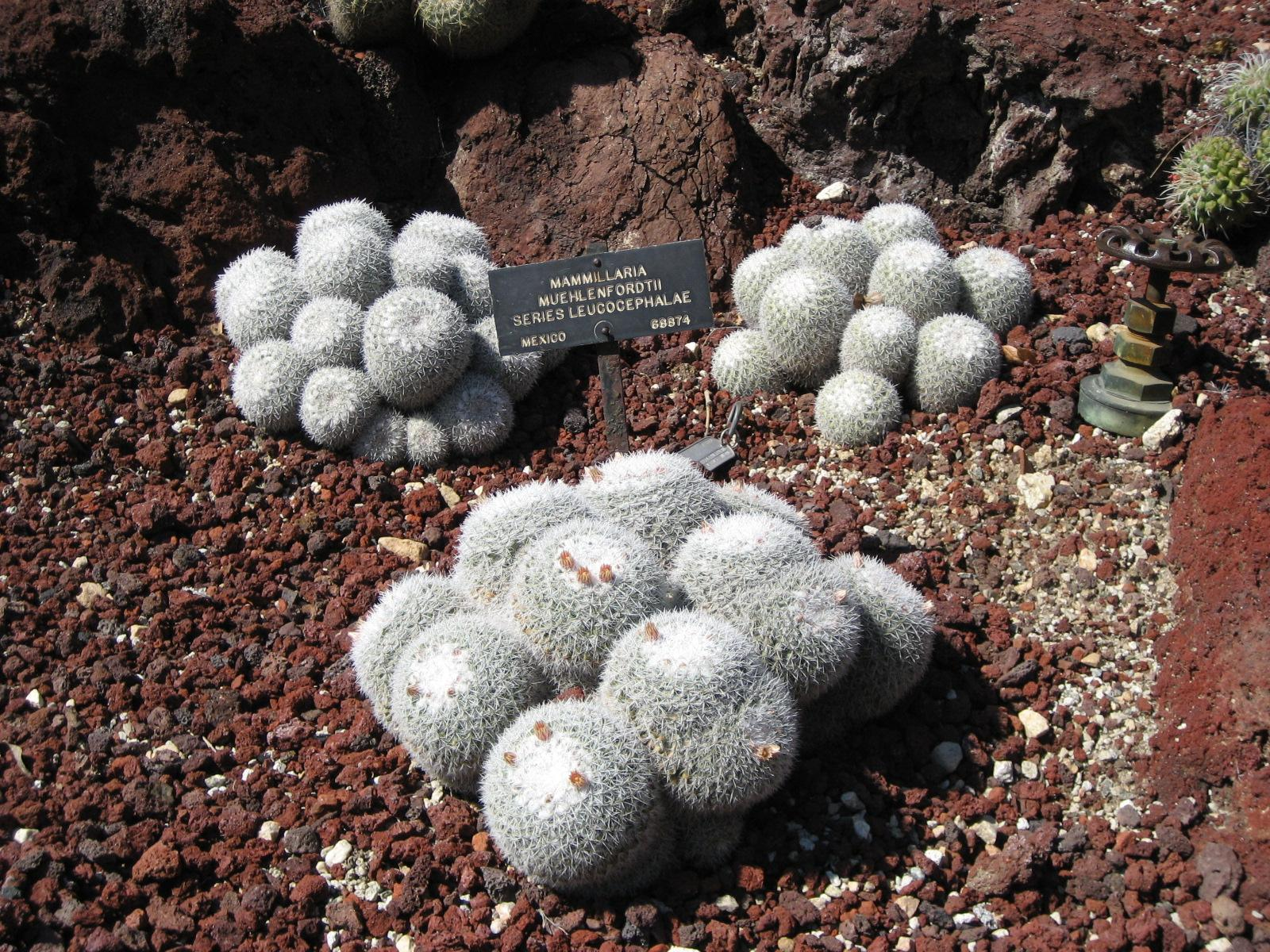
Mammillaria muehlenpfordtii в Гантінгтонському ботанічному саду

Вид вперше описаний німецьким ботаніком Карлом Фрідріхом Ферстером (нім. Carl Friedrich Förster, 1817—1901) у 1847 році у виданні англ. «Allgemeine Gartenzeitung».

## Етимологія
Видова назва дана на честь німецького ботаніка Фрідріха Мюлєнпфордта (нім. Philipp August Friedrich Mühlenpfordt, 1803—1891).

## Ареал і екологія
Mammillaria muehlenpfordtii є ендемічною рослиною Мексики. Ареал розташований у штатах Гуанахуато, Керетаро і Сан-Луїс-Потосі. Рослини зростають на висоті від 2400 до 1700 метрів над рівнем моря в дубових лісах і маторралях, на вулканічних ґрунтах. Іноді зустрічається пасовищах.

## Морфологічний опис
Рослини зазвичай поодинокі, іноді роздвоюються.
| Орган              | Опис |
| Коріння            | |
| Стебло             | кулясте, масивне, крупне, в діаметрі 12-15 см. |
| Епідерміс          | від синьо-зеленого до сіро-зеленого відтінку. |
| Маміли             | конічні, без молочного соку. |
| Ареоли             | |
| Аксили             | з білими щетинками. |
| Центральні колючки | 4, рідко 2-6, спрямовані від центру, коричнево-жовті, пізніше стають сірими з коричневими кінцями, дуже різноманітні, завдовжки — 2-40 мм, нижні найдовші. |
| Радіальні колючки  | 30-50, скловидно-білі або жовтуваті, щетиноподібні, розходяться променями, майже повністю покривають стебло, до 4 мм завдовжки.                            |
| Квіти              | карміново-червоні, завдовжки 10-15 мм. |
| Бутони             | |
| Зовнішні пелюстки  | |
| Внутрішні пелюстки | |
| Тичинки            | |
| Маточка            | |
| Плоди              | червоні. |
| Насіння            | коричневе. |

## Чисельність, охоронний статус та заходи по збереженню
Mammillaria muehlenpfordtii входить до Червоного списку Міжнародного союзу охорони природи видів, з найменшим ризиком (LC). Поточний тренд чисельності рослин стабільний.
Цей вид відомий з 16 місць зростання у всьому його ареалі. Деякі субпопуляції перебувають під загрозою витоптування худобою, зменшення чисельності через вирубування дубових лісів та надмірного збирання.
Охороняється Конвенцією про міжнародну торгівлю видами дикої фауни і флори, що перебувають під загрозою зникнення (CITES).